# Eleanor Shelley-Rolls
Pour les articles homonymes, voir Shelley et Rolls.
Eleanor Georgiana Shelley-Rolls, née le 9 octobre 1872  à Mayfair et morte le 15 septembre 1961 à Knightsbridge, est une ingénieure et militante britannique.
Elle est une des signataires originales des documents fondateurs de la Women's Engineering Society.

## Biographie
Née à Mayfair en 1872, Eleanor Shelley-Rolls est la fille de John Allan Rolls et de Georgiana Marcia Maclean. Ses trois frères, Charles, John Maclean et Henry Allan, sont tous décédés avant elle sans descendance. Elle a donc hérité du domaine familial de The Hendre, près de Monmouth.
Elle épouse John Courtown Edward Shelley en 1898. Ils changent légalement leur nom de famille en Shelley-Rolls en 1917 lorsqu'elle hérite du domaine familial de The Hendre à la mort de son frère John, 2e baron Llangattock en 1916. Avant la Première Guerre mondiale, elle et son mari effectuent des vols en montgolfière, partageant souvent ceux-ci avec May Assheton Harbord (en), la première femme à détenir un certificat d'aéronaute au Royaume-Uni. Le couple utilise aussi l'un des premiers zeppelins et vole dans un premier type d'avion dans les années d'avant-guerre.
Le 23 juin 1919, Eleanor Shelley-Rolls devient l'une des sept cosignataires du protocole d'association pour la formation de la Women's Engineering Society aux côtés de Rachel Mary Parsons, Katharine Parsons, Janetta Mary Ornsby, Margaret Rowbotham, Margaret, Lady Moir et Laura Annie Willson. Avec Margaret Partridge (en), elle milite pour l'électrification de la Grande-Bretagne. Elle assiste à la première réunion statutaire de la Women's Engineering Society en 1920.
Elle reste membre du conseil consultatif de la Women's Engineering Society et fait partie de la Conférence des femmes de 1925 de la Women's Engineering Society. Elle est représentante de la Women's Engineering Society au conseil d'administration de l'Electrical Association for Women (en). Elle est aussi membre du Council Industrial Co-partenariat, de l'Air League (en) et de l'Executive League of Empire. Elle a également été présidente du Women's Pioneer Housing (en) et directrice d'école. Elle a étudié et écrit sur l'histoire de l'automobile et, plus tard, s'est lancée dans l'élevage des vaches Welsh black.
En 1920, elle fonde Atlanta Co Ltd (en) à Loughborough, avec Katharine Parsons,. Atlanta Co Ltd n'emploiera que des femmes, dont Annette Ashberry (en).
Eleanor Shelley-Rolls est la principale bénéficiaire de la succession de 1,1 million de livres sterling du baron Llangattock (en),,. Elle meurt le 15 septembre 1961, à l'âge de 88 ans.